# Прелюдия, хорал и фуга
«Прелюдия, хорал и фуга» (фр. Prélude, Choral et Fugue) — произведение Сезара Франка для фортепиано, написанное в 1884 году. Посвящено пианистке Мари Пуатевен и впервые исполнено ею 25 января 1885 года. Примерная длительность звучания — 19 минут.
Наряду с «Прелюдией, арией и финалом» «Прелюдия, хорал и фуга» знаменуют обращение Франка к фортепианной музыке после длительного перерыва, в течение которого он был сосредоточен преимущественно на сочинениях для органа (в молодости Франк сочинял, в видах заработка, для фортепиано чисто эстрадные пьесы, надолго отвратившие его от этого инструмента). Трёхчастная структура обеих пьес апеллирует к традиционной сонатной композиции и в то же время противостоит ей — примерно в том же идейном смысле, в каком симфоническая поэма, одним из пионеров которой был Франк, противостоит традиционной симфонии; кроме того, специалисты говорят о влиянии органного творчества Франка на фортепианное. Особо отмечается сложное взаимодействие между барочными жанровыми образцами и позднеромантическим авторским стилем, мастерски организованное Франком в данном сочинении. Эта музыка, по мнению критика журнала Gramophone, требует от пианиста большого мастерства, но не в смысле виртуозности, а в отношении безупречной ясности и тонкой колористики.
Классическая запись «Прелюдии, хорала и фуги» была осуществлена в 1932 году Альфредом Корто. Из более поздних записей можно отметить версии Артура Рубинштейна и Святослава Рихтера; последнюю оценивали как одно из вершинных достижений советского пианиста. Пьеса была также оркестрована Габриэлем Пьерне. Пьеса Франка использована в саундтреке к кинофильму Лукино Висконти «Туманные звёзды Большой Медведицы».